# Колд-Спрінг (Кентуккі)
Колд-Спрінг (англ. Cold Spring) — місто (англ. city) в США, в окрузі Кемпбелл штату Кентуккі. Населення — 6216 осіб (2020).

## Географія
Колд-Спрінг розташований за координатами 39°0′40″ пн. ш. 84°26′7″ зх. д. / 39.01111° пн. ш. 84.43528° зх. д. (39.011245, -84.435188).  За даними Бюро перепису населення США в 2010 році місто мало площу 12,29 км², з яких 12,29 км² — суходіл та 0,00 км² — водойми.

## Демографія
Згідно з переписом 2010 року, у місті мешкало 5912 осіб у 2607 домогосподарствах у складі 1687 родин. Густота населення становила 481 особа/км².  Було 2772 помешкання (226/км²).
Расовий склад населення:
| - 96,5 % — білих - 1,5 % — азіатів - 1,0 % — чорних або афроамериканців - 0,1 % — корінних американців |

До двох чи більше рас належало 0,6 %. Частка іспаномовних становила 0,7 % від усіх жителів.
За віковим діапазоном населення розподілялося таким чином: 19,4 % — особи молодші 18 років, 62,3 % — особи у віці 18—64 років, 18,3 % — особи у віці 65 років та старші. Медіана віку мешканця становила 44,2 року. На 100 осіб жіночої статі у місті припадало 88,3 чоловіків;  на 100 жінок у віці від 18 років та старших — 83,9 чоловіків також старших 18 років.
Середній дохід на одне домашнє господарство  становив 75 588 доларів США (медіана — 63 354), а середній дохід на одну сім'ю — 90 800 доларів (медіана — 79 313). Медіана доходів становила 61 991 долар для чоловіків та 43 791 долар для жінок. За межею бідності перебувало 1,9 % осіб, у тому числі 1,7 % дітей у віці до 18 років та 1,3 % осіб у віці 65 років та старших.
Цивільне працевлаштоване населення становило 3119 осіб. Основні галузі зайнятості: освіта, охорона здоров'я та соціальна допомога — 30,4 %, фінанси, страхування та нерухомість — 15,8 %, роздрібна торгівля — 13,6 %, науковці, спеціалісти, менеджери — 12,3 %.